# Atolón Mnemba

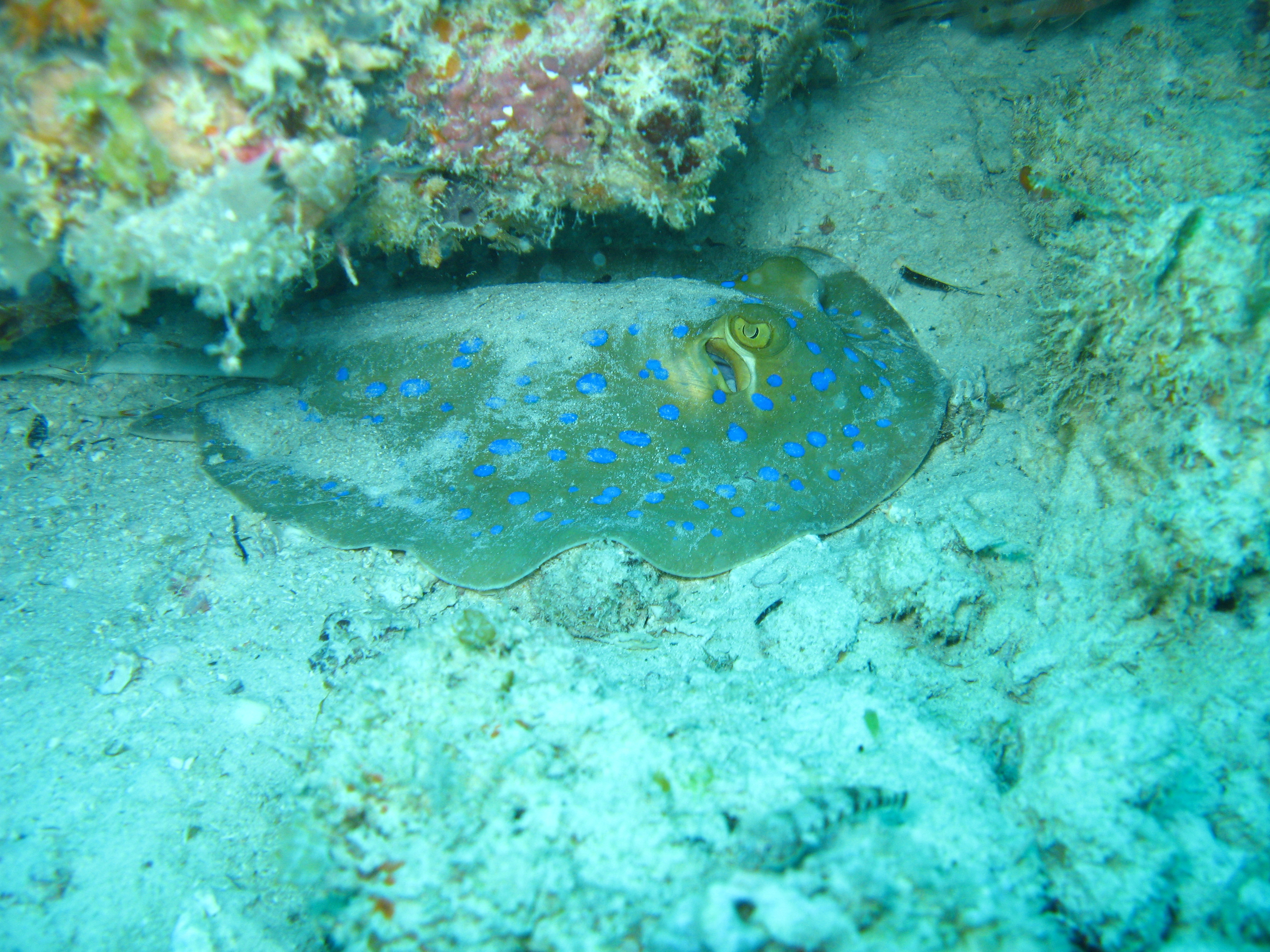
Atolón Mnemba

El atolón Mnemba es un atolón y un parque marino, situado en la costa noreste de Unguja, la isla más grande del archipiélago de Zanzíbar. Se trata de un arrecife oval de siete por cuatro kilómetros de extensión, que contiene la pequeña isla de Mnembade unos 1,5 km de circunferencia.
Mnemba es un sitio de buceo popular, con una gran variedad de corales y especies asociadas, así como avistamientos ocasionales de grandes especies como las tortugas y los delfines. Las condiciones de calma son más frecuentes en septiembre y octubre, aunque la visibilidad de manera óptima se obtiene en el mes de enero. Mnemba es una isla baja, se eleva solo hasta cuatro metros sobre el nivel del mar. El perfil de la playa es muy dinámico y cambia drásticamente con las condiciones y la variación de la marea. La isla en sí es de propiedad privada y se puede visitar sólo en calidad de invitado de la Mnemba Island Lodge, a un precio mínimo de 1650 dólares de EE. UU. por persona por noche (precios del año 2023). A estos precios, el ciudadano promedio de Tanzania tendría que trabajar varios años para pasar una noche en esta isla, teniendo en cuenta que el GDP per capita es de 1056,87.
La isla de Mnemba se encuentra a 90 minutos de la ciudad de piedra a través de la principal isla de Zanzíbar, tomando un barco que tarda veinte minutos en cruzar.
En 2023, fue escogida entre las 30 islas más atractivas en el mundo según la comunidad de lectores de Conde Nast Travelers.